# Тимотеј Ефески
Свети Тимотеј је био епископ Ефеса и један од Седамдесет апостола.
Рођен у Листри Ликаонској од оца Грка и мајке Јеврејке. Мајку и бабу му похваљује Свети Апостол Павле због вере нелицемерне (2. Тим 1, 4-5). У Листри се Тимотеј срео први пут са великим апостолом, и сам био сведок када је Павле исцелио хромог од рођења. Доцније је Тимотеј био безмало сталан сапутник Павлов, обишавши са њим Ахају, Македонију, Италију и Шпанију. Велики ревнитељ вере, изврстан беседник и сладак душом, Тимотеј је много допринео распрострањењу и утврђењу вере хришћанске. Павле га назива правим сином у вјери (1. Тим 1, 2). По мученичкој смрти Павловој Тимотеј је имао за учитеља светог Јована Јеванђелиста. Али када овога Цар Дометијан прогна из Ефеса на острво Патмос, Тимотеј оста у Ефесу да епископује. У време неког идолског празника званог Катагогиум, незнабошци, кивни на хришћане, мучки и под маскама нападну Тимотеја и убију га (око 93. године). Часне мошти његове доцније су пренете у Цариград и сахрањене у цркви Светих Апостола, до гроба светог Луке Јеванђелиста и светог Андреја Првозваног. 
Српска православна црква слави га 22. јануара по црквеном, а 4. фебруара по грегоријанском календару.